# Xiong Zhaozhong
Xiong Zhaozhong (chiń. 熊朝忠; ur. 3 października 1982 w Wenshan) – chiński bokser, aktualny zawodowy mistrz świata wagi słomkowej (do 105 funtów) federacji WBC. 
Karierę zawodową rozpoczął 15 sierpnia 2006. Do czerwca 2012 stoczył 24 walki, z których 19 wygrał, 4 przegrał i 1 zremisował. W tym czasie zdobył tytuły WBC Asia Council Continental, IBF Pan Pacific, WBC Asian Boxing Council i WBC Silver w wadze junior muszej. 26 maja 2009 przegrał walkę o tytuł mistrza WBC w wadze muszej ulegając na punkty broniącemu tytułu Japończykowi Daisuke Naitō. 
24 listopada 2012 otrzymał kolejną szansę walki o tytuł mistrzowski federacji WBC. Zmierzył się w Kunming z Meksykaninem Javierem Martinezem Resendizem o wakujący, po rezygnacji Japończyka Kazuto Ioki, tytuł w wadze słomkowej. Zwyciężył jednogłośnie na punkty i został pierwszym chińskim zawodowym mistrzem świata.
W pierwszej obronie tytułu, 28 czerwca 2013, zwyciężył na punkty Filipińczyka Denvera Cuello.